# Весна Крајина
Весна Крајина (Мостар, 8. мај 1936 — Загреб, 30. јануар 1994) била је југословенска филмска и позоришна глумица.

## Каријера
Весна Крајина је рођена 8. маја 1936. године у Мостару. Мајка јој је 1944. године одведена у усташки логор Јасеновац где је и убијена исте године, а отац после повратка из партизана по завршетку Другог светског рата – као авијатичарски официр пребачен је на службу у Загреб где је одвео и кћерке Весну и Иту. У Мостару је завршила три разреда основне школе, а у Загребу је завршила основну школу и гимназију. Студирала је историју уметности, а 1956. године уписује глуму на Позоришној академији у Загребу коју је завршила 1960. године. Као глумица је остварила богату филмску каријеру.
Дебитовала је на филмском платну 1962. године у остварењу Медаљон са три срца режисера Владана Слијепчевића. Позната по улогама у филмовима: Добра коб (1964), Три (1965), Нож (1967), Вук са Проклетија (1968) и Радопоље (1963) редитеља Столета Јанковића који је на Филмском фестивалу у Пули освојио Велику сребрну Арену.
Играла је запажену улогу у остварењу такозваног Црног таласа југословенске кинематографије, улога Катарине у филму Кокана Ракоњца из 1968. године Пре истине. Током седамдесетих година имала је мање улоге у Специјалном васпитању и Мирису пољског цвећа. Наступала је као глумица и у позоришту. Играла је неколико запажених улога у београдском позоришту Атеље 212.
Године 1965. удала се за познатог српског глумца Љубу Тадића, а 1974. удаје се за Ивана Нолу. Преминула је у Загребу 30. јануара 1994. године.

## Филмографија
|                   | 1960 | 1970 | Укупно |
| ----------------- | ---- | ---- | ------ |
| Дугометражни филм | 15   | 4    | 19     |
| ТВ филм           | 4    | 3    | 7      |
| ТВ серија         | 0    | 1    | 1      |
| ТВ кратки филм    | 1    | 0    | 1      |
| Укупно            | 20   | 8    | 28     |

| Год.   | Назив                    | Улога \|- style="background: Lavender; text-align:center; " | 1960-е | 1960-е | 1960-е | 1960-е |
| 1962.  | Медаљон са три срца      | Верица (сегмент "Прича 3")                                  |        |        |        |        |
| 1963.  | Радопоље                 | Ђурђа                                                       |        |        |        |        |
| 1964.  | Право стање ствари       | Девојка у ресторану                                         |        |        |        |        |
| 1964.  | Под истим небом          | /                                                           |        |        |        |        |
| 1964.  | Добра коб                | Мара                                                        |        |        |        |        |
| 1965.  | Три                      | Вера                                                        |        |        |        |        |
| 1965.  | Горки део реке           | Девојка                                                     |        |        |        |        |
| 1965.  | Апел                     | /                                                           |        |        |        |        |
| 1965.  | Истим путем се не враћај | Ајша                                                        |        |        |        |        |
| 1966.  | Орлови рано лете         | Нервозна мајка                                              |        |        |        |        |
| 1966.  | Лутка са кревета бр. 21  | /                                                           |        |        |        |        |
| 1967.  | Нож                      | Мила                                                        |        |        |        |        |
| 1967.  | Ноћна кафана             | /                                                           |        |        |        |        |
| 1968.  | Пре истине               | Катарина                                                    |        |        |        |        |
| 1968.  | Лелејска гора            | Видра                                                       |        |        |        |        |
| 1968.  | Вук са Проклетија        | Лела                                                        |        |        |        |        |
| 1968.  | Дивни мирис љубичица     | /                                                           |        |        |        |        |
| 1968.  | Бурлеска о Грку          | Инес                                                        |        |        |        |        |
| 1969.  | Осека                    | /                                                           |        |        |        |        |
| 1969.  | Велики дан               | Марија                                                      |        |        |        |        |
| 1970-е |                          |                                                             |        |        |        |        |
| 1970.  | Лилика                   | /                                                           |        |        |        |        |
| 1971.  | Цео живот за годину дана | Милена                                                      |        |        |        |        |
| 1971.  | Велики посао             | /                                                           |        |        |        |        |
| 1973.  | Несрећа                  | /                                                           |        |        |        |        |
| 1974.  | Недеље са Ањом           | Ањина мајка                                                 |        |        |        |        |
| 1977.  | Хајдучка времена         | Икетина мати                                                |        |        |        |        |
| 1977.  | Специјално васпитање     | Мирина мајка                                                |        |        |        |        |
| 1977.  | Мирис пољског цвећа      | /                                                           |        |        |        |        |